# Kostel svatého Bartoloměje (Sezemice)
Kostel svatého Bartoloměje v Sezemicích je empírová sakrální stavba z 1. poloviny 19. století nacházející se v Sezemicích v okrese Mladá Boleslav v severní části Středočeského kraje. Je chráněn jako kulturní památka České republiky.

## Historie

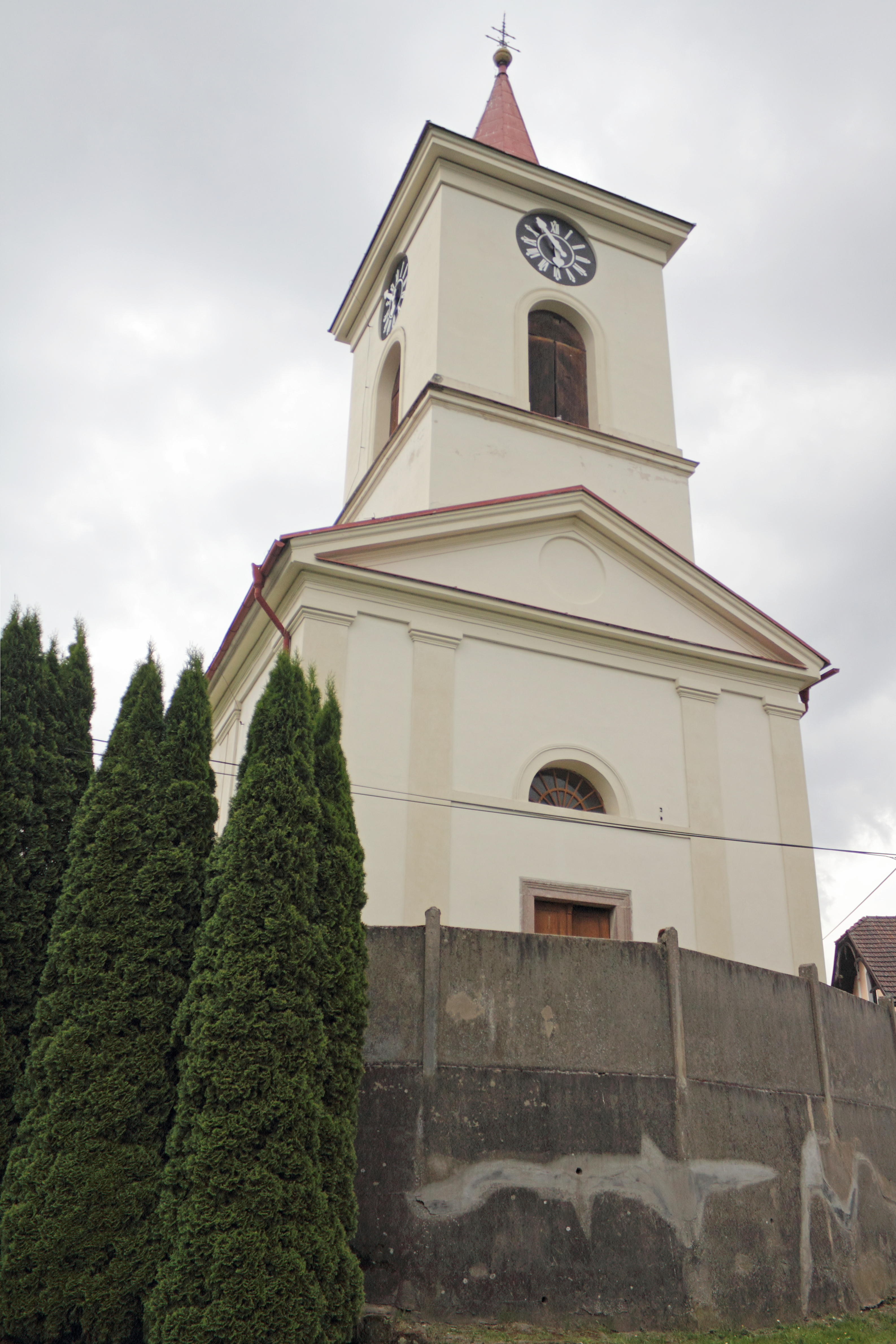
Věž kostela

Poprvé je kostel v Sezemicích zmiňován roku 1352, kdy podací právo měla johanitská komenda křižovníků Svatomářských v Dubu. Kostel je uváděn jako farní, odváděl 6 grošů. Z tak malé peněžní částky plyne, že tato farnost zřejmě patřila spíše k menším. Farnost v Sezemicích za husitských válek zanikla a nebyla již obnovena. Tehdy vlastnil panství českodubské se Sezemicemi husitský polní hejtman Jan Čapek ze Sán. Po husitských válkách byly Sezemice drženy k panství Frýdštejnskému, koncem 15. století k Maloskalskému. K roku 1547 jsou Sezemice uvedeny mezi konfiskáty majetku Adama z Vartemberka. Po polovině 16. století získali Vartenberkové svůj majetek zpět. Sezemice připadly při dělení majetku mezi Vartmberky k svijanskému panství, které začátkem 17. století přešlo na Jáchyma Ondřeje Šlika. V Sezemicích se v 16. století tajně scházeli v soukromých domech Čeští bratří. Sezemický kostel byl v té době administrován farářem z Loukova, kde nechal hrabě Šlik v roce 1610 vystavět nový kostel. Do kostela v Sezemicích daroval hrabě Šlik měděnou nádobu se svým erbem. Po bitvě na Bílé hoře bylo panství Šlikovi zkonfiskováno a koupili jej Valdštejnové. Po skončení třicetileté války byla duchovní správa ve filiálním kostele v Sezemicích vykonávána nejprve farářem z Mnichova Hradiště a od roku 1671, kdy fara sezemská zanikla a byla znovu obnovena za třicetileté války opuštěná fara v Loukově, až do konce 20. století farářem z Loukova. Na počátku 21. století je farnost a s ní i kostel spravován excurrendo z Mnichova Hradiště. Současná empírová podoba je přestavbou, která byla ukončena v polovině 19. století. Ke kostelu patřila dřevěná zvonice z roku 1666, která byla v roce 1853 zbořena. Její zvony byly umístěny do nové věže, která je včleněna do západní části lodi kostela. Po roce 2000 díky zájmu místních občanů a značné finančního pomoci obce a dotací ze Středočeského kraje, byl kostel opravován a v Pojizeří patří k jednomu z nejupravenějších.
Duchovní správci kostela jsou uvedeni na stránce: Římskokatolická farnost Loukov u Mnichova Hradiště.

## Architektura
Kostel je obdélný, jednolodní, se západní věží a trojboce uzavřeným presbytářem se sakristií po severní straně. Průčelí kostela má pilastry z tesaných kvádrů, které nesou kladí, na kterým je hladká, jehlancem krytá, hranolová věž z roku 1853. Boční stěny kostela jsou členěny pilastry z malty, okny s půlkruhovými záklenky. Po jižní straně se nachází portál stejného typu.

## Vybavení

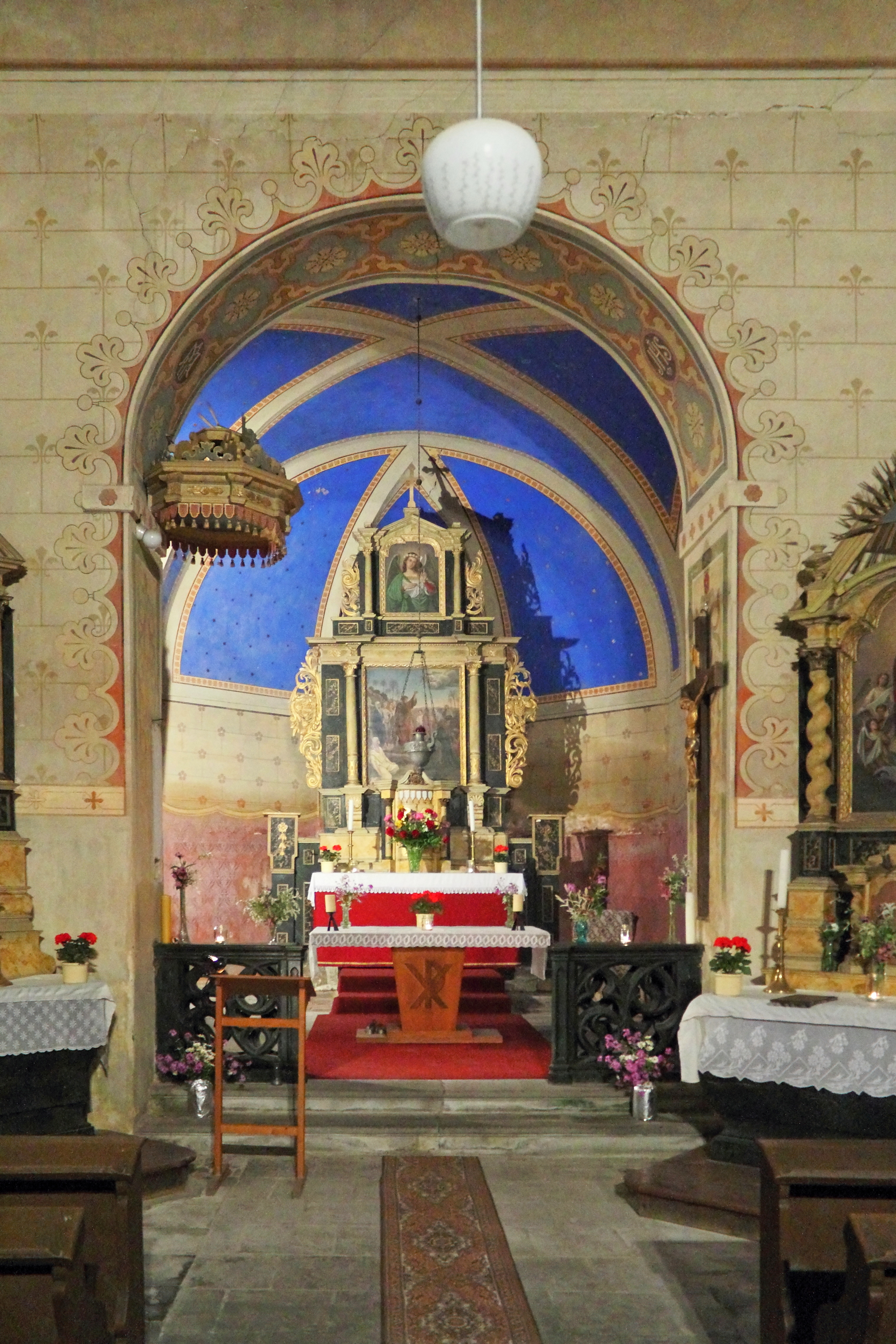
Presbytář průhledem vítězného oblouku (z kazatelny zůstává pouze baldachýn, na hlavním oltáři chybí sochy)

Hlavní oltář je raně barokní z období kolem roku 1700. Je portálový a sloupový. Má akantová křídla, sloupový nástavec a novodobý obraz a sochy sv. Václava a sv. Jana Nepomuckého z řezbářské dílny Bušků ze Sychrova. Boční oltář sv. Josefa pochází ze stejného období a je i tvarově podobný. Kazatelna je raně barokní z konce 17. století (dnes se z ní zachoval jen baldachýn). Oltář Panny Marie pochází z 18. století. Pod kruchtou jsou dva obrazy sv. Isidora a sv. Karla z období kolem roku 1800. V kostele jsou varhany z roku 1880 od Karla Antona Eisenhuta (nefunkční kvůli poškození měchů). Ve věži je dnes zavěšen zvon Bartoloměj z roku 1683 (snad z mladoboleslavské dílny Jana Pricqueye).
Interiér byl poznamenán návštěvou zlodějů.[kdy?] Zcela zničena byla kazatelna a odcizena byla cínová křtitelnice na volutových nohách z roku 1671.

## Okolí kostela
V obci se nachází pozdně barokní socha sv. Gotharda z roku 1775 s reliéfy sv. Václava, Víta a Vojtěcha na stylobatu a klasicistní litinová socha sv. Jana Nepomuckého z roku 1823, která je na kamenném podstavci ozdobena reliéfy zpodobňujícími sv. Floriána, Pietu a Pannu Marii (dle Šimáka sv. Floriána, Pietu a sv. Josefa).